# Kevin Robertson (Wasserballspieler)
Kevin George Robertson (* 2. Februar 1959 in Biloxi, Mississippi) ist ein ehemaliger Wasserballspieler aus den Vereinigten Staaten. Er gewann 1984 und 1988 die olympische Silbermedaille. 1979, 1983 und 1987 siegte er mit dem Team der Vereinigten Staaten bei den Panamerikanischen Spielen.

## Karriere
Der 1,75 m große Kevin Robertson studierte an der University of California, Berkeley. Mit dem Sportteam seiner Universität, den California Golden Bears erreichte er viermal die Endrunde der nationalen College-Meisterschaft und siegte 1977.
Von 1977 bis 1988 spielte Robertson in der Nationalmannschaft der Vereinigten Staaten. Sein erster großer Erfolg war der Sieg bei den Panamerikanischen Spielen 1979 in San Juan vor den Mannschaften aus Kuba und Kanada. Die Olympischen Spiele 1980 verpasste Robertson wegen des Olympiaboykotts.
1982 belegte er mit der US-Mannschaft den sechsten Platz bei der Weltmeisterschaft in Guayaquil. Im Jahr darauf siegte das US-Team bei den Panamerikanischen Spielen 1983 in Caracas, auf den Medaillenrängen folgten Kuba und Kanada. Bei den Olympischen Spielen 1984 in Los Angeles hatte seine Mannschaft hatte eine Torbilanz von 32:17 in der Vorrunde und von 43:34 in der Hauptrunde. Das letzte Spiel gegen Jugoslawien endete mit 5:5, die Jugoslawen erhielten wegen der mehr erzielten Tore die Goldmedaille vor dem US-Team. Robertson warf im Turnierverlauf 13 Tore, davon zwei im abschließenden Spiel gegen Jugoslawien.
Bei der Weltmeisterschaft 1986 in Madrid belegte die Mannschaft aus den Vereinigten Staaten den vierten Platz hinter den Teams aus Jugoslawien, Italien und der Sowjetunion. Im Jahr darauf siegte das US-Team bei den Panamerikanischen Spielen in Indianapolis vor Kuba und Brasilien. Bei den Olympischen Spielen 1988 in Seoul erreichte die Mannschaft aus den Vereinigten Staaten trotz eines 7:6-Sieges über Jugoslawien in der Auftaktpartie der Vorrunde das Halbfinale nur als Gruppenzweite hinter den Jugoslawen. Nach einem 8:7 im Halbfinale gegen die Mannschaft aus der Sowjetunion verloren die Amerikaner das Finale mit 7:9 gegen die Jugoslawen. Robertson warf acht Tore, davon eins im Finale.
Robertson spielte bis zu seiner Graduierung für die Golden Bears, danach spielte er für den Concord Waterpolo Club. Er arbeitete später bei einer Hypothekenbank.